# Anteilig genutzter Fahrstreifen

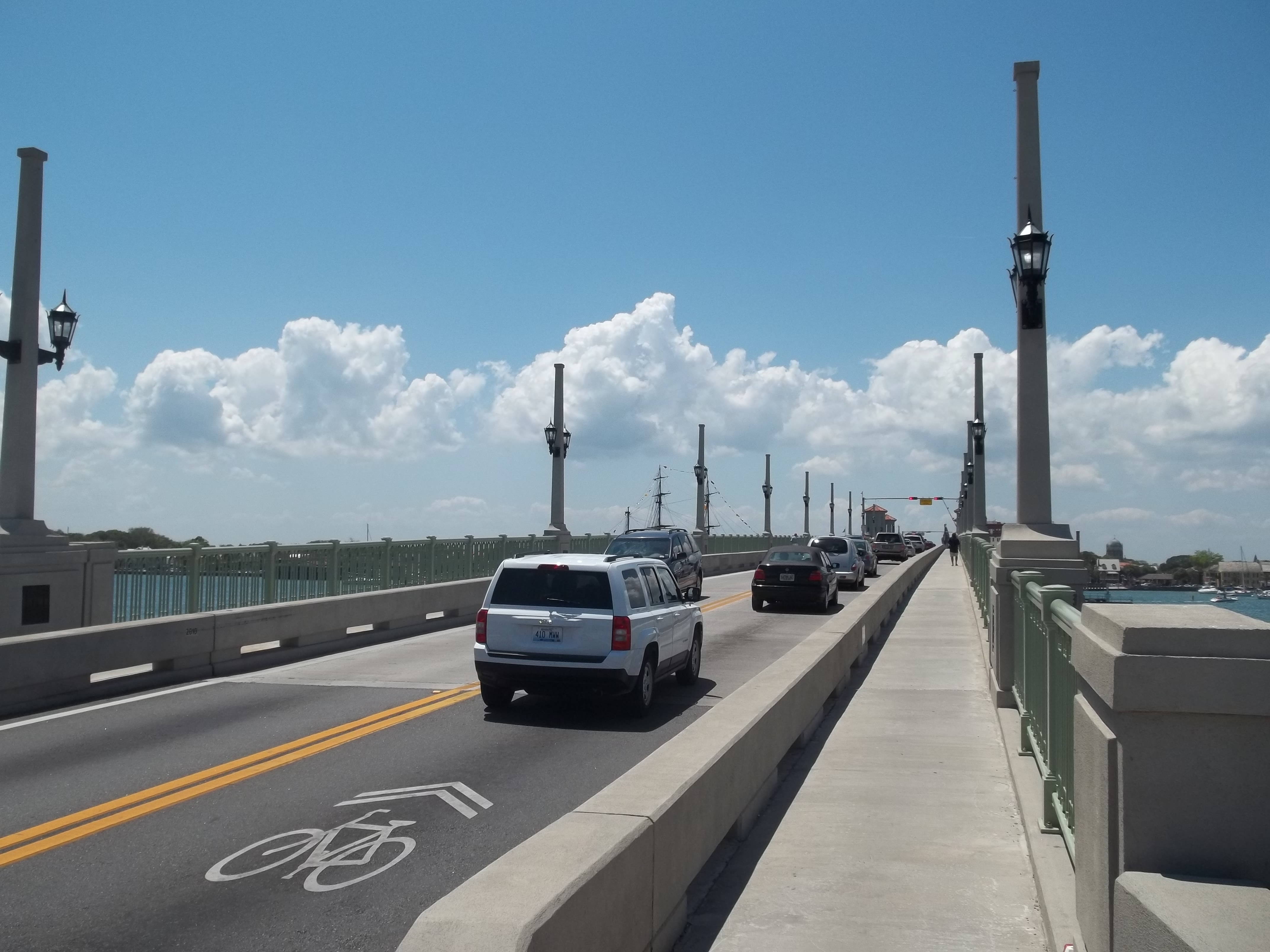
Brückenfahrbahn aus shared lanes in St. Augustine (Florida)

Verkehrsschild, San Francisco

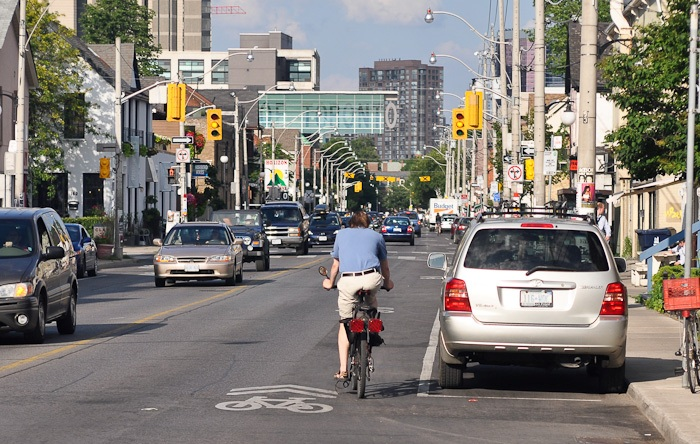
Shared lane in Toronto (Kanada): Autofahrstreifen mit Fahrradsymbolen, keine Teilungslinie

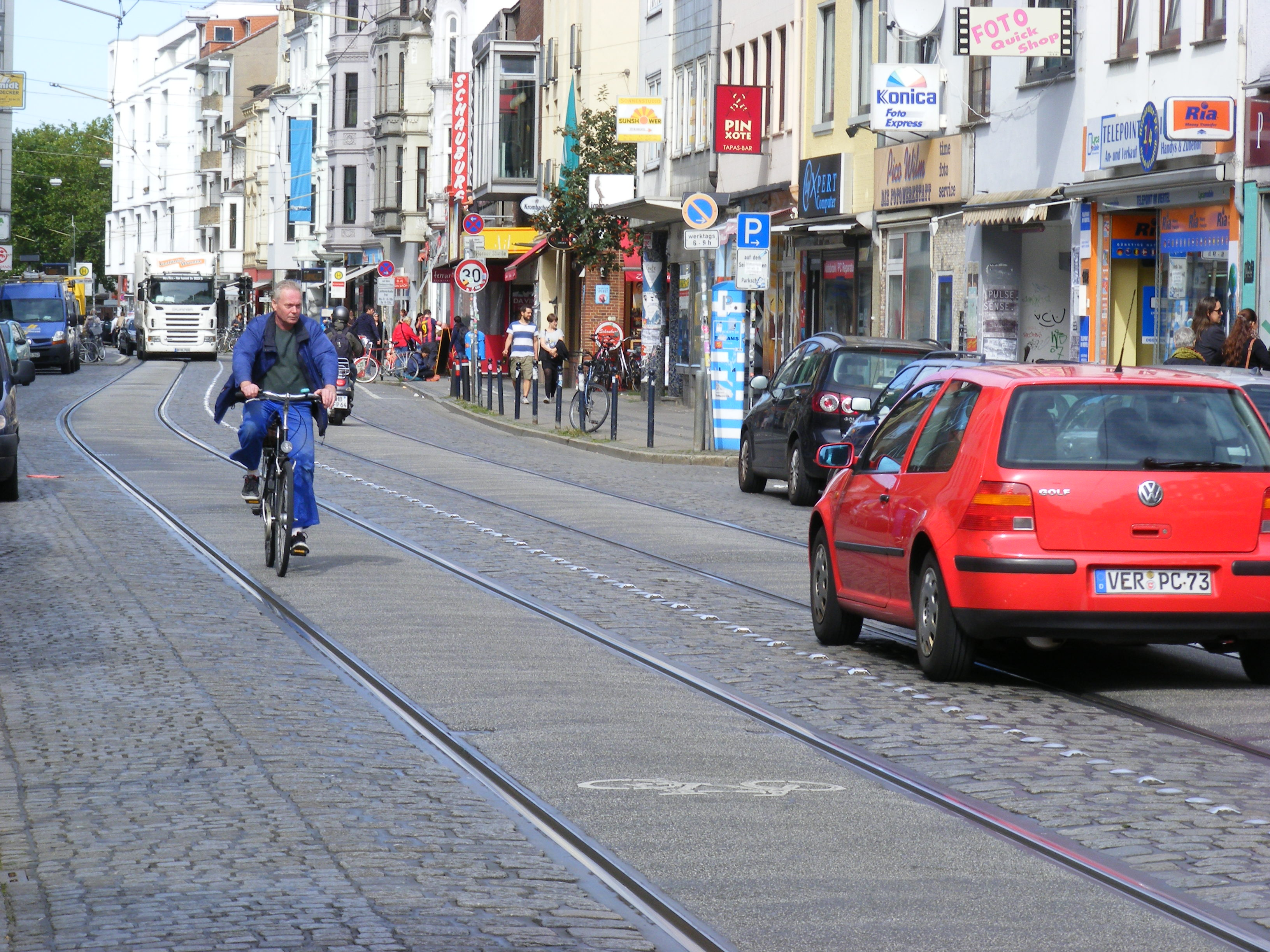
Bremen, Vor dem Steintor: Fahrrad, Auto und Tram auf selbem Fahrstreifen, Piktogramme zwischen den Schienen

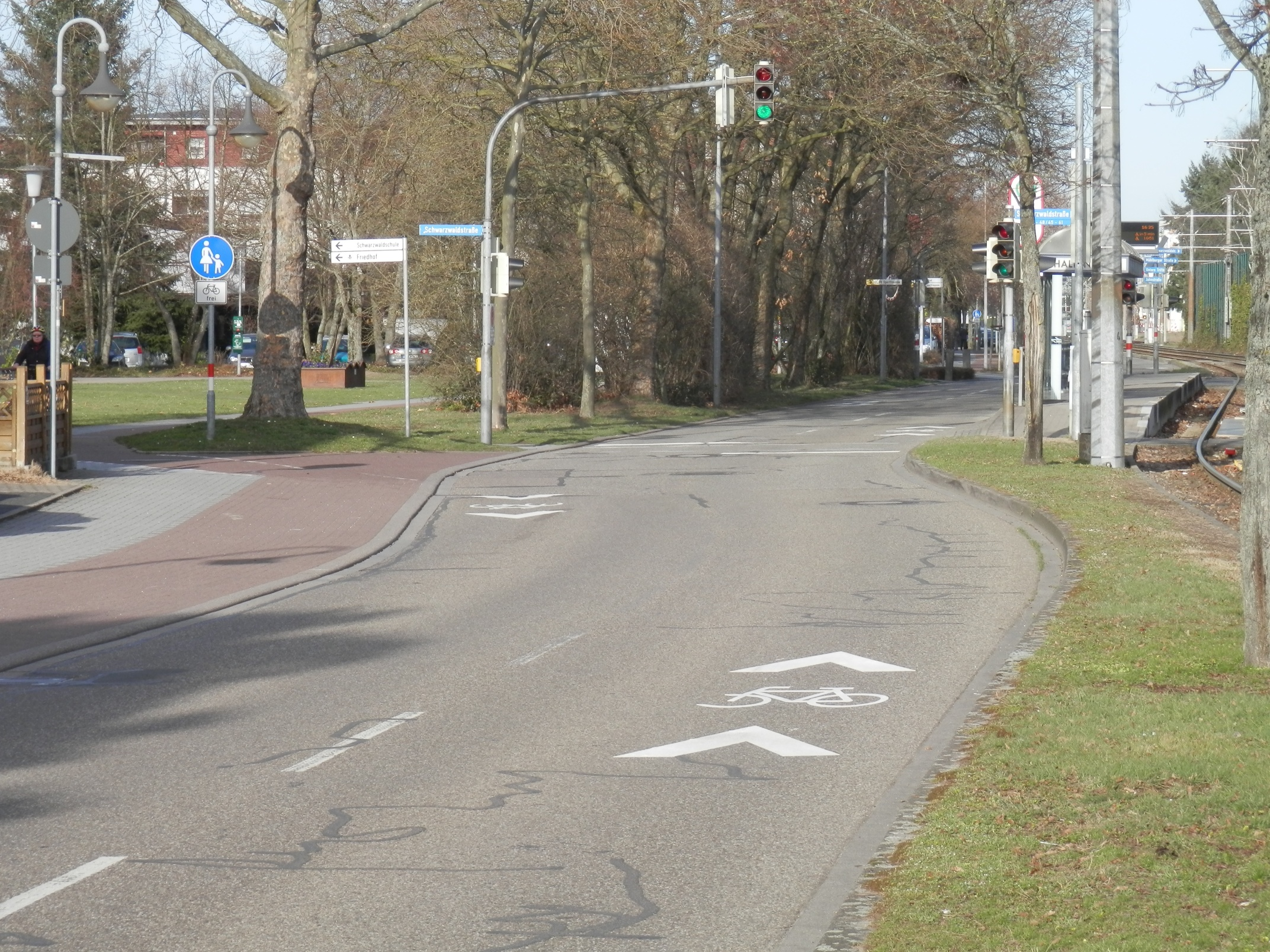
Piktogrammspur in Rheinstetten neben in beiden Richtungen für Radfahrer freigegebenem Gehweg

Der gemeinsame Fahrstreifen oder anteilig genutzte Fahrstreifen, englisch shared (bike) lane ist eine integrative Form der Radverkehrsführung, die in den Vereinigten Staaten, Kanada und Australien eingesetzt wird. Eine offizielle deutsche Bezeichnung fehlt bislang, weil diese Straßengestaltung in den Regelwerken der deutschsprachigen Länder noch nicht vorkommt. In mehreren deutschen Quellen ist von Shared Bike Lanes die Rede.
Die Stadt Mainz wurde 2017 mit dem Deutschen Fahrradpreis ausgezeichnet, da sie in einigen Straßen das Radfahren auf der Fahrbahn mit (Fahrrad-)Piktogrammenketten unterstützt. In der Stadt Mödling in Niederösterreich und anderen Österreichischen Städten werden als Pilotversuch Sharrows auf Straßenflächen markiert.
Die Piktogramme aus Fahrrad und Pfeilspitzen (sharrow, etwa ‚Teilhabepfeil‘, eine Zusammensetzung der englischen Wörter shared und arrow) sind in relativ dichter Folge zumeist in der rechten Hälfte des gemeinsamen zu nutzenden Fahrstreifens auf den Fahrbahnbelag aufgebracht. Sie sollen Autofahrer darauf aufmerksam machen, dass sie hier mit Radfahrern rechnen müssen und dann langsam fahren und/oder in ausreichendem Abstand rücksichtsvoll überholen sollen. Radfahrer sollen dazu gebracht werden, in ausreichendem Abstand von parkenden Autos zu fahren, um Unfälle mit plötzlich geöffneten Autotüren (Dooring) zu vermeiden. Sollen, etwa auf Straßen mit mehr als zwei Fahrstreifen, Radfahrer einen auch dem Autoverkehr dienenden Fahrstreifen mittig bzw. in ganzer Breite befahren, sieht das Regelwerk MUTCD der US Federal Highway Administration ein entsprechendes Verkehrsschild vor und empfiehlt eine Einfärbung der mittleren 50 % des Fahrstreifens. Die Stadt Chicago erwägt, neben Parkbuchten zusätzlich einen Pufferstreifen zu markieren, damit die Radler wirklich ausreichend Abstand von Autotüren halten.
In Europa gibt es diese Einrichtung offiziell in Frankreich und Tschechien. In Frankreich heißt die mit Piktogrammen zur Radverkehrsführung versehene Autofahrbahn voie partagée, unterschieden von abgegrenzten bandes cyclables conseillées (empfohlenen Radfahrstreifen) und bandes cyclables obligatoires (Pflicht-Radfahrstreifen). In Tschechien heißen die Reihen von Fahrradpiktogrammen auf Autofahrstreifen piktogramový koridor, auch cyclopiktokoridor genannt.
Die deutsche Straßenverkehrsordnung sieht zwar neben Markierungen für die strikte Trennung (Radfahrstreifen) und die weiche Trennung (Angebots- oder Schutzstreifen) die Mitbenutzung von Busspuren durch Fahrräder vor, sowie in ausgewählten Fällen die Privilegierung des Radverkehrs durch eine Fahrradstraße, die Hervorhebung einer gleichberechtigten gemeinsamen Nutzung durch MIV und Fahrrad dagegen nicht. Gleichwohl setzen auch in Deutschland einzelne Verkehrsbehörden Fahrradpiktogramme auf der Fahrbahn ein, um Radfahrer davon abzuhalten, verkehrswidrig auf dem Gehweg oder einem linken Radweg oder gefährlich nah an Bordstein oder parkenden Autos zu radeln, oder um sie zu ermutigen, neben einem Radweg ohne Benutzungspflicht auf der Fahrbahn zu fahren.
Die deutschen Regelwerke kennen bisher keine Verkehrsflächen mit einem Status analog von shared lanes. Für den Einsatz von Reihen von Fahrradpiktogrammen als psychologische Unterstützung zum Radfahren im Mischverkehr auf der Fahrbahn verwenden einige Planungsbüros die Bezeichnung Piktogrammspur, Piktogramm-Spur oder Piktogramm-Kette. Im Forschungsprojekt „Radfahren bei beengten Verhältnissen – Wirkung von Piktogrammen und Hinweisschildern auf Fahrverhalten und Verkehrssicherheit“ wurde von der Bergischen Universität Wuppertal untersucht, ob und wie sich u. a. mit Fahrrad-Fahrbahnpiktogrammen die Radverkehrssicherheit verbessern lässt. Die Untersuchungen zeigten, „dass insbesondere die Fahrbahnnutzung erhöht und Konflikte im Seitenraum reduziert werden können. Piktogrammketten können somit dazu beitragen, das Verkehrsklima und die subjektive Sicherheit zu verbessern und den Radverkehr zu fördern, wo keine Radinfrastruktur umsetzbar ist.“
Das Verwaltungsgericht Freiburg hat in einer Eilentscheidung die Verwendung von sog. „Sharrows“ auf der Fahrbahn als zulässig erachtet. Es sei nicht ersichtlich, inwiefern deren Nutzung Autofahrer gefährden könnte.